# Fufius annulipes
Espèce
Synonymes
- Hermorhachias annulipes Mello-Leitão, 1941

Fufius annulipes est une espèce d'araignées mygalomorphes de la famille des Rhytidicolidae.

## Distribution
Cette espèce est endémique du département de Norte de Santander en Colombie,. Elle se rencontre vers Pamplona.

## Description
La femelle holotype mesure 15 mm.

## Systématique et taxinomie
Cette espèce a été décrite sous le protonyme Hermorhachias annulipes par Mello-Leitão en 1941. Elle est placée dans le genre Fufius par Raven en 1985.

## Publication originale
- Mello-Leitão, 1941 : « Catalogo das aranhas da Colombia. » Anais da Academia Brasileira de Ciências, vol. 13, p. 233-300.